# 河合まゆ
河合 まゆ（かわい まゆ、1998年10月17日 - ）は、日本のジュニアアイドル。兵庫県出身。

## 概要
2011年の活動開始から2014年5月までは河合 真由（読み同じ）の表記で、いもうとシスターズのメンバーで関西2期生であった。いもうとシスターズに入った理由は、大阪でスカウトされたことである。2014年6月に同グループ内のチャームへの移籍を機に河合 まゆに改名。
2022年5月31日チャームを卒業。
趣味はDVD鑑賞、特技はピアノ。

## 作品

### DVD&BD
- 純真無垢 〜 ホワイトレーベル〜  河合真由（2011年8月10日、アイマックス）
- ニーハイコレクション 〜 絶対領域〜  河合真由（2011年9月25日、アイマックス）
- 純真無垢 〜 ホワイトレーベル〜  Part2 河合真由（2011年11月25日、アイマックス）
- いもうと目線 真由とふたりっきり 目線をそらすな、ボクの妹… 河合真由（2012年1月15日、アイマックス）
- 転校生 河合真由（2012年5月25日、アイマックス）
- コイビト目線 真由とふたりっきり 目線をそらすな、ボクの妹… 河合真由（2012年6月25日、アイマックス）
- 夏少女 河合真由（2012年7月10日、アイマックス）
- 夏少女 Part2 河合真由（2012年9月10日、アイマックス）
- コイビト目線 真由とふたりっきり 目線をそらすな、ボクの妹… Part2 河合真由（2012年10月25日、アイマックス）
- 天真爛漫 河合真由（2012年11月25日、アイマックス）
- 真由の休日、河合真由（2013年1月15日、アイマックス）
- 天真爛漫 Part2 河合真由（2013年3月25日、アイマックス）
- いもうと目線 真由とふたりっきり 目線そらすな、ボクの妹… Part2 河合真由（2013年4月25日、アイマックス）
- 天真爛漫 Part3 河合真由（2013年5月25日、アイマックス）
- いもうと目線 真由とふたりっきり 目線そらすな、ボクの妹… Part3 河合真由（2013年7月10日、アイマックス）
- まゆ日和 河合真由（2013年7月25日、アイマックス）
- 真由☆コレクションBOX 河合真由（2013年9月25日、アイマックス）

### 写真集、デジタル写真
- 転校生（写真集）（2012年7月25日、アイマックス）

- 部屋着 河合真由（2014年3月22日、アイマックス）
- レオタード 河合真由（2014年3月22日、アイマックス）
- 白チューブトップ 河合真由（2014年3月22日、アイマックス）

## 出演

### 雑誌
- 週刊プレイボーイ（集英社）

### TVCM
- タカラレーベン「CM選挙」